# Davertnickel
Die Davertnickel waren eine in der Wildbahn Davert lebende Hauspferderasse, die seit Anfang des 19. Jahrhunderts ausgestorben ist.
Hintergrundinformationen zur Pferdebewertung und -zucht finden sich unter: Exterieur, Interieur und Pferdezucht.

## Exterieur
Es ist nur noch ein ungefähres Bild der Davertnickel zu rekonstruieren: Sie sollen von gedrungener Gestalt gewesen sein und ein Stockmaß von 152 cm erreicht haben. Die Davertnickel waren keine konstante Rasse, sondern ein Landschlag, wohl mit Ähnlichkeit zu den Emscherbrüchern und den Kleinpferden aus den mittleren und südöstlichen Teilen des Münsterlandes. Eigenheit der Davertnickel sollen ihre außergewöhnlich harten Hufe gewesen sein, die keinen Beschlag nötig machten.

## Interieur
Der Namensteil „–nickel“ deutet nach heutiger Interpretation zwar Eigensinnigkeit oder sogar eine gewisse bösartige Ader an, aber im ursprünglichen Grimmschen Sinn bezeichnet es auch ein kleines, lediglich unansehnliches Pferd.

## Zuchtgeschichte
Mindestens seit 1339 gab es in der Davert „wilde“ Pferde. Dieser Tierbestand wurde bewirtschaftet, indem man regelmäßig Tiere entnahm und als Arbeits- oder Militärpferde beispielsweise auf dem Pferdemarkt in Coesfeld verkaufte. Ab 1767 sollen Holsteiner und dänische Hengste in den Bestand eingegliedert worden sein. Die letzten in der Wildbahn aufgewachsenen 18 Davertnickel wurden 1812 vom Freiherrn von Elverfeldt genannt von Beverfoerde zu Werries versteigert. Danach verlieren sich die Spuren dieser Rasse.

## Wildbahn Davert-Wald
Bis vor rund zwei Jahrhunderten waren die Davertnickel in der weitgehend unbesiedelten damaligen Heide- und Moorlandschaft der Davert verbreitet. Dieser Landstrich zwischen den Ortschaften Davensberg, Venne, Ottmarsbocholt, Amelsbüren und Rinkerode war eine genossenschaftlich genutzte Mark, in der ein Wildes Gestüt von rund 3.400 ha bestand. Die Mark wurde schließlich in den Jahren 1821/1841 geteilt, aufgeforstet oder urbar gemacht. Damit verschwand auch der Lebensraum für „wilde“ Pferde.